# 1639 a tudományban
Az 1639. év a tudományban és a technikában.

## Csillagászat
- december 4. - Jeremiah Horrocks először figyelte meg a Vénusz átvonulását.

## Felfedezés
- Az Amazonas és az Orinoco között felfedezik a Casiquiarét.

## Születések
- december 18. - Gottfried Kirch, német csillagász (1710)
- kb 1639 - Daniel Greysolon, Sieur du Lhut, francia felfedező (1710)